# 殷孝祖
殷 孝祖（いん こうそ、義熙11年（415年）- 泰始2年3月3日（466年4月3日））は、南朝宋の軍人。本貫は陳郡長平県。

## 経歴
東晋の光禄勲の殷羨（殷浩の父）の曾孫にあたる。元嘉末年、奉朝請・員外散騎侍郎となった。武人として孝武帝に任用され、奮武将軍・済北郡太守として出向した。入朝して積射将軍となった。大明2年（458年）、北魏の天水公封敕文らが青州に進攻してくると、孝祖は孝武帝の命を受けて青州の援軍に向かい、刺史の顔師伯の下で清東で魏軍を撃破した。建康に凱旋すると、太子旅賁中郎将に任じられ、龍驤将軍の号を加えられた。大明3年（459年）、竟陵王劉誕が広陵で反乱を起こすと、孝祖は沈慶之の下で劉誕を攻撃し、戦功を挙げた。西陽王劉子尚の下で撫軍府に入り、寧朔将軍・南済陰郡太守に任じられた。寧朔将軍のまま盱眙郡太守として出向した。建康に召還されて虎賁中郎将となり、寧朔将軍・陽平東平二郡太守となった。さらに済南郡太守や南郡太守を歴任した。
景和元年（465年）9月、都督兗州諸軍事・兗州刺史に任じられた。泰始2年（466年）、明帝の即位に対抗する反乱が各地で起こると、明帝は孝祖の姉妹の子の葛僧韶を孝祖のもとに派遣した。葛僧韶の説得を受けて、孝祖は2000人を率いて建康に入った。明帝から諸葛亮の筒袖鎧帽を賜った。孝祖は仮節・冠軍将軍・都督前鋒諸軍事となり、虎檻に向かって、南方の反乱軍と対峙した。兗州刺史のまま使持節・都督兗州青冀幽四州諸軍事・撫軍将軍の位に進んだ。3月3日、赭圻の反乱軍を攻撃して、陣中で矢に当たって戦死した。享年は52。散騎常侍・征北将軍の位を追贈され、秭帰県侯に追封された。泰始4年（468年）、追って建安県侯に改封された。諡は忠侯といった。
子は薛安都に殺されたため、従兄の子の殷慧達が封を継いだが、南朝斉が建てられると封を削られた。

## 伝記資料
- 『宋書』巻86 列伝第46
- 『南史』巻39 列伝第29